# Błonie (công xã)
Gmina Błonie là một vùng đô thị-nông thôn (công xã) ở Warsaw West County, Masovian Voivodeship, ở phía đông trung bộ Ba Lan. Khu vực hành chính của nó là Błonie, nằm cách khoảng 13 kilômét (8 mi) về phía tây của Ożarów Mazowiecki và 27 km (17 mi) về phía tây Warsaw.
Gmina có diện tích 85,84 kilômét vuông (33,1 dặm vuông Anh), và tính đến năm 2006, tổng dân số của nó là 19.837, trong đó dân số của Błonie là 12.259, và dân số của vùng nông thôn của Gmina là 7.578.

## Làng
Ngoài Blonie, Gmina Blonie gồm các làng và các khu định cư của Białutki, Białuty, Bieniewice, Bieniewo-Parcela, Bieniewo-Wies, Blonie-Wies, Bramki, Cesinek, Cholewy, Dębówka, Gorna Wies, Konstantów, Kopytów, Laki, Łaźniew, Łaźniewek, Marysinek, Nowa Gorna, Nowa Wies, Nowe Faszczyce, Nowy Łuszczewek, Odrzywół, đèo, Piorunów, Radonice, Radzików, Radzików-Wies, Rochaliki, Rokitno, Rokitno-Majątek, Stare Faszczyce, Stary Łuszczewek, Wawrzyszew, Witanów, Witki, Wola uszczewska và ukówka.

## Gmina lân cận
Gmina Błonie giáp với các Gmina của Baranów, Brwinów, Grodzisk Mazowiecki, Leszno, Ożarów Mazowiecki và Teresin.